# Laophonte commensalis
Laophonte commensalis is een eenoogkreeftjessoort uit de familie van de Laophontidae. De wetenschappelijke naam van de soort is voor het eerst geldig gepubliceerd in 1961 door Raibaut.